# Obinna Eregbu
Obinna Eregbu (* 9. November 1969) ist ein ehemaliger nigerianischer Weitspringer.
1993 wurde er US-Hallenmeister in 7,87 m, siegte bei den Afrikameisterschaften in Durban in windunterstützten 8,32 m, gewann Silber bei der Universiade und schied bei den Leichtathletik-Weltmeisterschaften in Stuttgart in der Qualifikation aus.
1994 siegte er bei den Commonwealth Games in Victoria in 8,05 m. In der Qualifikation stellte er mit 8,22 m seine persönliche Bestweite auf.